# 사랑의 안단테
《사랑의 안단테》는 2024년부터 방영 예정인 라이프타임 드라마이다.

2022년 4월 제작참여한 스탭들 일부에게 임금 미지급상태(202507)

## 기획의도
음악으로 이어지는 남남북녀 스토리를 다룬 로맨틱 코미디물로 강원도 고성 DMZ 구역에 가상의 평화마을이 만들어지면서 “남과 북 사람들이 한마을에서 1년간 살아본다”라는 신선한 설정의 드라마

## 제작진

### 제작사
- 이븐이엔티

### 연출
- 윤류해

### 극본
- 김연아

## 등장 인물
- (†) 표시는 드라마 상에서 최종적으로 사망한 인물이다.

### 주요 인물
- 권현빈 : 임주형 역
- 송지우 : 하나경 역

### 주변 인물
- 허지원 : 김주희 역
- 홍준기 : 구진상 역
- 기현우 : 남경호 역
- 김선제 : 한찬영 역

## 기타
- 2022년 4월에 첫 캐스팅 확정 소식이 들려왔으나, 2023년 9월에 불명의 이유로 출연 배우들이 전부 바뀌었다.